# Première bataille de Newtonia
Guerre de Sécession
Batailles
Théâtre oriental
- Virginie-occidentale
- Manassas
  - 1re Bull Run
- 1re Virginie Septentrionale
- Burnside Expedition
- Péninsule
- Sept Jours
  - Gaines's Mill
  - Malvern Hill
- 1re Shenandoah valley
- 2de Virginie Septentrionale
  - 2de Bull Run
- Maryland
  - Antietam
- Fredericksburg
- Tidewater
- Chancellorsville
  - Chancellorsville
- Pennsylvanie
  - Gettysburg
- Bristoe
- Mine Run
- Campagne terrestre
  - Wilderness
  - Spotsylvania
  - Cold Harbor
- Bermuda Hundred
- 2de Shenandoah valley
  - Opequon
  - Cedar Creek
- Petersburg
- 1re Wilmington
- 2de Wilmington
- Appomattox
  - 3e Petersburg
  - Sayler's Creek
  - Appomattox C.H.

Théâtre occidental
- East Kentucky
- Shiloh
  - Fort Henry
  - Fort Donelson
  - Shiloh
- Kentucky
- Raid de Newburgh
  - Perryville
- Stones River
  - Murfreesboro
- Vicksburg
  - Champion Hill
  - Vicksburg
- Raid de Morgan
- Raid de Hines
- Tullahoma
- Chickamauga
- Chattanooga
- Knoxville
- Raid Forrest
- Atlanta
- Franklin-Nashville
- Savannah
- Carolines
  - Bentonville
- Raid de Wilson

Théâtre Trans-Mississippi
- Arizona confédéré
  - 1re Messilla
- Missouri
  - Wilson's Creek
- Territoire indien
- Trail of Blood on Ice
- Nouveau-Mexique
- Boston Mountains
- Pea Ridge
- 1re Texas
- Little Rock
- 2de Texas
- Camden
- Red River
- Raid de Price
- Palmito Ranch

Théâtre du bas littoral et approche du golfe
- Fort Sumter
- Blocus de l'Union
- 1re Bayou Teche
- Mississippi valley
  - Port Hudson
- Charleston
- 2de Bayou Teche
- Mobile Bay
- Mobile

La première bataille de Newtonia s'est déroulée dans le comté de Newton, Missouri, le 30 septembre 1862 lors de la guerre de Sécession.

## Contexte
À la suite de la bataille de Pea Ridge en mars 1862, la plupart des troupes confédérées et unionistes ont quitté le nord-ouest de l'Arkansas et le sud-ouest du Missouri. À la fin de l'été, les confédérés sont retournés dans la région, ce qui cause beaucoup de crainte à proximité de Springfield, Missouri, et de Fort Scott, Kansas, occupés par l'Union. Le colonel confédéré Douglas H. Cooper atteint la région le 27 septembre 1862 et affecte deux de ses unités à Newtonia, où il y a un moulin pour la production de farine. À mi-septembre, deux brigades totalisant 1 500 hommes la division du brigadier général James G. Blunt de l'armée du Kansas de l'Union quittent le fort Scott pour le sud-ouest du Missouri.
Le 29 septembre 1862, les éclaireurs de l'Union approchent de Newtonia mais sont repoussés. Les autres troupes fédérales apparaissent à proximité de Granby où il y a des mines de plomb, et Cooper envoie des renforts là-bas.

## Bataille
Le 30 septembre 1862, les colonnes de l'Union apparaissent devant Newtonia et le combat commence à 7 heures du matin. Le fédéraux commencent par repousser l'ennemi, mais les renforts confédérés arrivent, augmentant leur nombre. Les nordistes cèdent du terrain et retraitent à la hâte. Pendant qu'ils retraitent, des renforts de l'Union arrivent et  aident à endiguer la retraite. Ils renouvellent rapidement une attaque, menaçant le flanc droit des confédérés. Mais les confédérés qui viennent d'arriver stoppent l'assaut et finalement forcent les fédéraux à se retirer définitivement.
La poursuite des fédéraux continue jusqu'après la tombée de la nuit. Les artilleurs de l'Union positionnent des canons sur la chaussée pour stopper la poursuite. Alors que les artilleurs confédérés observent le feu ennemi d'artillerie pour le localiser, ils répondent au tir, semant la panique. Le retraite de l'Union tourne à la déroute, certains courant pendant tout le trajet à Sarcoxie, à plus de 16 kilomètres (10 miles).

## Conséquence
Bien que les confédérés gagnent la bataille, ils sont incapables de se maintenir dans la région face au grand nombre de troupes de l'Union. La plupart des confédérés retraitent au nord-ouest de l'Arkansas. Les victoires confédérées de 1862 dans le sud-ouest du Missouri à Newtonia et Clark's Mill forment l'apogée du Sud dans la région ; ensuite, les seuls confédérés dans la région seront des colonnes menant des raids.
Newtonia est l'une des rares batailles de la guerre de Sécession où des Amérindiens ont joué un rôle significatif dans les deux camps.
La seconde bataille de Newtonia s'est déroulée près du même site le 28 octobre 1864.